# بناة ومديرو الحرية والتنمية
بناة ومديرو الحرية والديمقراطية (بالفرنسية: Bâtisseurs et Gestionnaires de la Liberté et de la Démocratie)‏ هو حزب سياسي معارض في بنين. كان جزءًا من تحالف النجمة الذي خاض انتخابات 1999 و2003 البرلمانية. في الانتخابات البرلمانية في بنين 2003، فاز التحالف بثلاثة مقاعد من أصل 83 مقعدًا.